# Burg Neuenburg (Weinfelden)
Die Burg Neuenburg, manchmal auch Neuburg genannt, ist die Ruine einer Spornburg auf 503 m ü. M. auf einem Geländesporn, genannt «Burgstock», an der Südflanke des Ottenbergs in der Gemeinde Weinfelden im Kanton Thurgau in der Schweiz und wurde vermutlich im 13. Jahrhundert erbaut.

## Anlage
Die Anlage ist bergseits geschützt von einem tiefen Halsgraben. Vom Mauerwerk ist nur der südseitige Bering geblieben, der über eine Länge von etwa 40 Metern gut erkennbar ist und stellenweise noch mehrere Meter hoch aufragt. Die Kernburg auf dem Hauptplateau des Burghügels bildete im Grundriss ein grosses Dreieck.

## Geschichte
In schriftlichen Quellen wird die Burg kaum erwähnt. Vermutet wird eine Gründung im 13. Jh. durch die Freiherren von Bussnang. Sie verwalteten im 14. Jh. die Herrschaft Weinfelden als habsburgisches Lehen. Im Lexikon des Johann Jacob Leu aus dem 18. Jh. wird die Burg den Herren von Enne zugewiesen.
1407 fiel die Burg den aufständischen Appenzellern zum Opfer. Diese kämpften schon länger gegen die Herren von Enne. 1518 muss sie wieder als Wohnsitz gedient haben, denn in einem Dokument aus der nahegelegenen Johanniterkommende Tobel wurde festgehalten: «Großhans Someli zuo Winfelden zuo der Nüwenburg gesessen».